# دی‌ایزوپروپیل‌آمین
دی‌ایزوپروپیل‌آمین (به انگلیسی: Diisopropylamine) یک ترکیب شیمیایی با شناسه پاب‌کم ۷۹۱۲ است. شکل ظاهری این ترکیب، مایع شفاف بی‌رنگ است.